# Ruiko Jošida
Ruiko Jošida (吉田 ルイ子, Jošida Ruiko, červenec 1938 Hokkaidó – 31. května 2024) byla japonská novinářská fotografka. Vystudovala Univerzitu Keió, pracovala jako hlasatelka a studovala v rámci Fulbrightova programu na Kolumbijské univerzitě. V roce 2003 získala cenu Higašikawy. Její práce se zaměřovala na scény diskriminace po celém světě.

## Životopis
Narodila se v roce 1938 v Muroranu v Hokkaidó. Jako studentka základní školy byla svědkem diskriminace některých studentů Ainu, což ovlivnilo její pozdější práci.  V roce 1959 vystudovala Univerzitu Keio.
Po ukončení studia pracovala jako hlasatelka pro vysílání NHK a Asahi Broadcasting. V roce 1961 studovala v rámci Fulbrightova stipendia na Ohio State University a Columbia University. V roce 1964 získala magisterský titul v oboru fotožurnalistika na Kolumbijské univerzitě. Během svého pobytu ve Spojených státech pořizovala fotografie svého každodenního života v Harlemu. Když se v roce 1971 vrátila do Japonska, vystavila je a později vydala. Po první publikaci cestovala do Jižní Afriky, jihovýchodní Asie a dalších míst, kde fotografovala scény chudoby a diskriminace. V roce 1981 režírovala film s názvem Long Run. V roce 1989 získala ocenění od japonského kongresu novinářů.